# St. Mirren Football Club 2021-2022
Questa voce raccoglie le informazioni riguardanti il St. Mirren Football Club nelle competizioni ufficiali della stagione 2021-2022.

## Stagione
- In Scottish Premiership il St. Mirren si classifica al 9º posto (44 punti), dietro all' Hibernian e davanti al Aberdeen.
- In Scottish Cup viene eliminato ai quarto di finale dagli Hearts (2-4).
- In Scottish League Cup viene eliminato ai secondo turno dal Livingston (1-1, 3-4 d.c.r.).

## Maglie e sponsor
Il fornitore tecnico per la stagione 2021-2022 è Joma, mentre lo sponsor ufficiale è Digby Brown.
| Casa | Trasferta |

## Rosa
| N. |                             | Ruolo | Calciatore                 |
| -- | --------------------------- | ----- | -------------------------- |
| 1  | Inghilterra (bandiera)      | P     | Jak Alnwick                |
| 2  | Scozia (bandiera)           | D     | Richard Tait               |
| 3  | Inghilterra (bandiera)      | D     | Scott Tanser               |
| 4  | Irlanda (bandiera)          | D     | Joe Shaughnessy (capitano) |
| 5  | Irlanda (bandiera)          | D     | Conor McCarthy             |
| 6  | Irlanda (bandiera)          | C     | Alan Power                 |
| 7  | Irlanda del Nord (bandiera) | C     | Jordan Jones               |
| 8  | Scozia (bandiera)           | C     | Ryan Flynn                 |
| 9  | Scozia (bandiera)           | A     | Eamonn Brophy              |
| 10 | Inghilterra (bandiera)      | A     | Curtis Main                |
| 11 | Scozia (bandiera)           | C     | Greg Kiltie                |

| N. |                          | Ruolo | Calciatore      |
| -- | ------------------------ | ----- | --------------- |
| 12 | Scozia (bandiera)        | C     | Jay Henderson   |
| 13 | Cipro (bandiera)         | C     | Alex Gogić      |
| 16 | Scozia (bandiera)        | C     | Ethan Erhahon   |
| 18 | Irlanda (bandiera)       | D     | Charles Dunne   |
| 21 | Nuova Zelanda (bandiera) | A     | Alex Greive     |
| 22 | Scozia (bandiera)        | D     | Marcus Fraser   |
| 26 | Inghilterra (bandiera)   | P     | Dean Lyness     |
| 42 | Scozia (bandiera)        | C     | Daniel McManus  |
| 43 | Irlanda (bandiera)       | C     | Connor Ronan    |
| 44 | Australia (bandiera)     | D     | Matthew Millar  |
| 46 | Scozia (bandiera)        | A     | Aiden Gilmartin |